# Duane Whitaker
Duane Whitaker (Abilene, 23 giugno 1959) è un attore statunitense.
È conosciuto soprattutto per il suo ruolo nel film di Quentin Tarantino del 1994 Pulp Fiction nei panni di Maynard, lo stupratore proprietario del negozio di pegni e per aver interpretato Luther nel film Dal tramonto all'alba 2.

## Filmografia parziale

### Cinema
- Non aprite quella porta - Parte 3 (Leatherface: The Texas Chainsaw Massacre III), regia di Jeff Burr (1990)
- Eddie Presley, regia di Jeff Burr (1992)
- Pulp Fiction, regia di Quentin Tarantino (1994)
- Tales from the Hood, regia di Rusty Cundieff (1995)
- Dal tramonto all'alba 2 - Texas, sangue e denaro (From Dusk till Dawn 2: Texas Blood Money), regia di Scott Spiegel (1999)
- Bad Ass, regia di Craig Moss (2012)

### Televisione
- Cold Case - Delitti irrisolti (Cold Case) - serie TV, episodio 6x14 (2009)

## Doppiatori italiani
- Raffaele Uzzi in Pulp Fiction
- Gianluca Tusco in Cold Case - Delitti irrisolti